# Elzenpropschoteltje
Het elzenpropschoteltje (Calycina alniella) is een schimmel die behoort tot de familie Pezizellaceae. Het groeit saprotroof op afgevallen, verhoute vrouwelijke katjes van els (Alnus) in bossen op vochtige en voedselrijke, natte, bodems. Ze groeien vaak met meerdere bij elkaar. Ze leven vaak op de binnenkant van de schubben van de vrucht, zodat ze minder opvallen. Waarnemingen pieken in twee seizoenen, namelijk de lente en de herfst.

## Kenmerken
De vruchtlichamen (apothecia) zijn crèmekleurig, hebben een diameter van 0,5 mm tot 0,8 mm. Ze zijn voorzien van een kort smal steeltje die centraal is geplaatst waarmee het zich aan het substraat hecht. Het hymenium is glad en crèmewit. De rand is golvend en licht gekarteld. 
Deze schimmel heeft sporen van 8-12 × 2,5-3 µm. De buitenwand van het apothecium bestaat uit bolronde cellen.

## Verspreiding
Het elzenpropschoteltje komt vrij algemeen voor in Nederland. Het staat niet op de rode lijst en is niet bedreigd.